# Kikuchi Yōsai

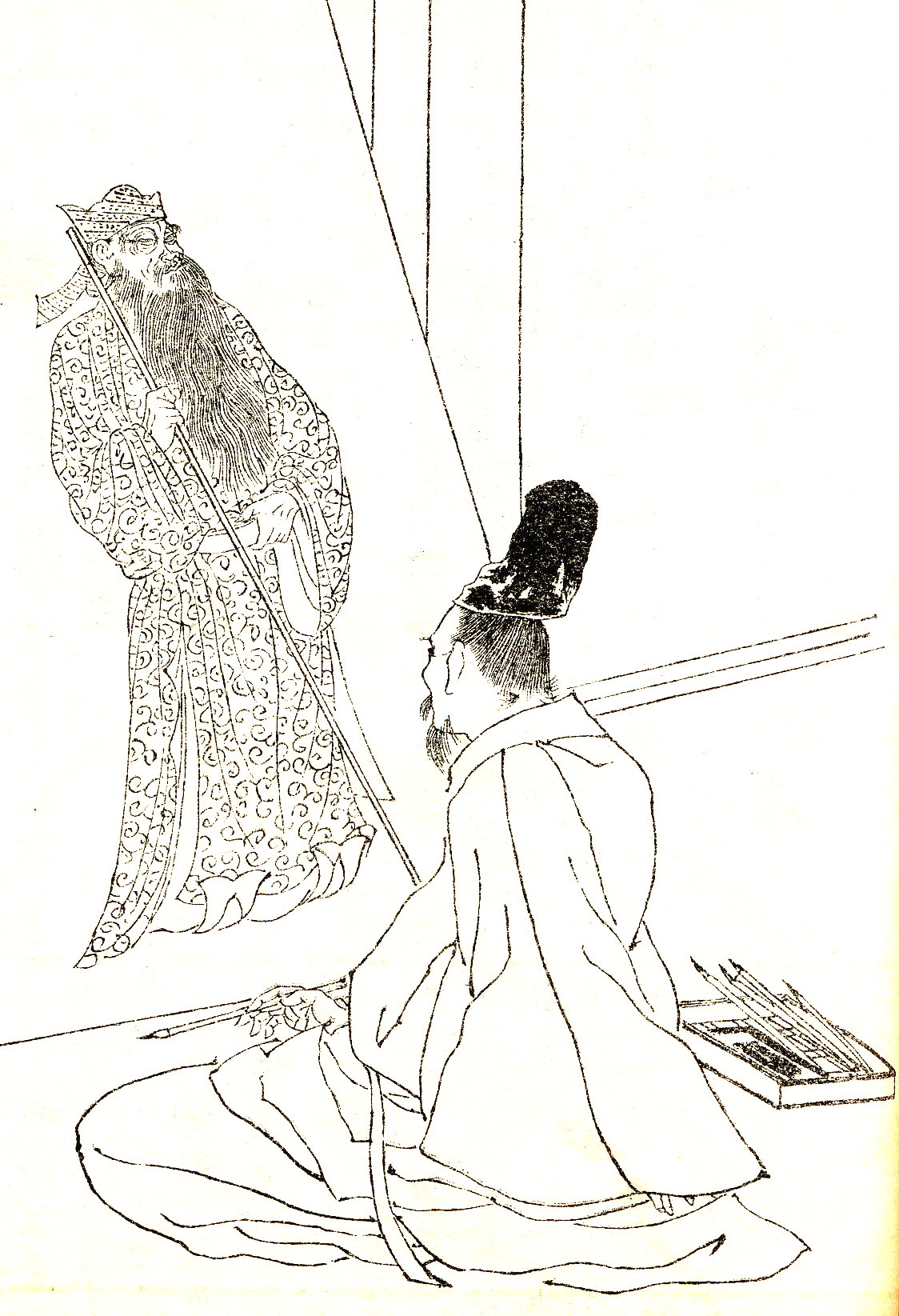
Grande spirito di Kaneoka

Kikuchi Yōsai, noto anche come Kikuchi Takeyasu e Kawahara Ryōhei (菊池 容斎; Shitaya, 28 novembre 1781 – Yu Yuxi, 16 giugno 1878) è stato un pittore giapponese famoso per i suoi ritratti monocromatici di personaggi storici.

## Biografia
Figlio di un samurai di nome Kawahara originario di Edo, fu adottato da una famiglia di nome Kikuchi. A diciotto anni divenne allievo di Takata Enjō  ma, dopo aver studiato i principi delle scuole Kanō, Shijō e Maruyama, presumibilmente sotto la guida del maestro Ozui, figlio di Ōkyo, sviluppò uno stile indipendente, con alcune affinità con quello di Tani Bunchō.
La sua storia illustrata di eroi giapponesi, Zenken Kojitsu, è un notevole esempio del suo potere di disegnatore con inchiostro monocromatico. Al fine di produrre quest'opera e i suoi numerosi altri ritratti di personaggi storici, eseguì ampie ricerche storiche e persino archeologiche. Zenken Kojitsu presenta oltre 500 personaggi importanti della storia giapponese ed è stato originariamente stampato come una serie di dieci libri stampati in legno, nel 1878.

## Stile
Nakane Kōtei ha sottolineato come Yōsai abbia modellato la forma di Zenken Kojitsu sulla base dell'opera Il giardino Banshōdō Chikusō di Jō Kan Syū. Kōtei ha anche affermato che Yōsai è stato influenzato da Hokusai da giovane. Egli teneva alla calligrafia quanto all'immagine.